# Тельшяйская иешива
Тельшяйская иешива — высшее учебное заведение для подготовки раввинов (иешива) — основаное в Тельшяй в 1873 г. раввином гаоном Элиезером Гордоном. В Тельшяй во все времена проживала многочисленная еврейская община.
В XIX веке эта школа раввинов была известна во всем мире, образование в ней получали евреи из Англии, США, Уругвая, Южной Африки, Венгрии и других стран. Одновременно в иешиве проходили обучение до 500 будущих раввинов, а Тельшяй в то время был известен в мире в первую очередь благодаря еврейскому духовному центру.

## История
Наряду с иешивой действовали религиозная женская гимназия и учительская семинария. В 1940 г. иешиву закрыли, здание национализировали, а воспитанников перевели в другие города.
В 1941 г. разработанная в Тельшяй система обучения была воссоздана и применялась в иешивах Кливленда (США) и Тель-Авива (Израиль), которые действуют и в настоящее время.
Это важное с исторической точки зрения здание привлекает немало иностранных туристов, однако долгое время оно находилось в запустении и не использовалось. В 2018 г. Тельшяйское районное самоуправление объявило о планах по его реставрации и приспособлению для образовательной, культурной и общественной деятельности.